# Erich Knocke
Erich Knocke (* 2. Mai 1927 in Hannover; † 2. Dezember 2011 in Essen)  war ein deutscher Schausteller und Museumsgründer.

## Leben
Erich Knocke wurde 1927 als Kind einer Schaustellerfamilie in Hannover geboren. Schon sein Großvater zog mit einer Völkerschau durch die Lande und brachte fremde Welten und exotische Sensationen unter die Leute. Sein Vater trat als Komödiant in einer eigenen Schaubude sowie in Varietés, z. B. dem Berliner Wintergarten (Varieté) auf.
Daneben betrieb er Heilhypnose.
Als Siebzehnjähriger wurde Knocke zur Kriegsmarine eingezogen. Später, in Ungarn eingesetzt, floh er vor den vorrückenden Truppen nach Westen. Nach Kriegsende im Alter von 18 Jahren begann er, sich mit Kleinhandel und selbstgebauter Schaukel eine Existenz aufzubauen. Im Winter wurde in Gaststätten ein Glücksrad „Marke Eigenbau“ aufgestellt. Baumaterialien waren die Überreste des Krieges wie Flugzeugaluminium und Fahrzeugteile. Dazu kam ein Kinderkarussell, Handel mit Spielwaren. gebrannten Mandeln, Kokosnüssen und kandierten Äpfeln. Mehr aus Zufall kam Erich Knocke in den 1950er Jahren nach Essen, dort lernte er seine Frau kennen und ließ sich fest in Essen nieder.

## Leistungen
Bereits in den 1950er Jahren setzte sein erfolgreiches Engagement in der Verbandsarbeit in der damals noch Britischen Zone ein. Menschen wie ihm ist es zu verdanken, dass die Vorurteile gegen das gesamte reisende Gewerbe, „Fahrendes Volk“, dem die Schausteller pauschal zugeordnet wurden, stark zurückgegangen sind. Seit 1955 engagierte er sich im Landesverband Nordrhein des H.A.G.D., der Hauptvereinigung des Ambulanten Gewerbes und der Schausteller in Deutschland e.V. In der Fachgruppe Schausteller des Landesverbandes des Ambulanten Markt- und Schaustellergewerbes, dessen Vorstand er seit 196 angehörte, stieg er vom Schriftführer bis zum Landesvorsitzenden (ab 1976) auf. Gleichzeitig war er von 1969 bis April 2002 Vorsitzender der Essener Kreisstelle des Verbandes.
1969 gründete er die Arbeitsgemeinschaft Markt und Schausteller und erstmals den erfolgreichen Essener Weihnachtsmarkt sowie die Veranstaltung Essener „Ferienspatz“ auf dem Kennedyplatz. Zur Belebung der Essener Innenstadt führte er ab 1970 Verkaufsstände ein, 1973 gründete er den Gildemarkt Essen. Er richtete 1975 und 1989 zwei große Schausteller-Bundesverbandstage in Essen aus, jeweils mit Großveranstaltungen und Ausstellungen in der Essener Messe verbunden. Zu seinen Initiativen gehören auch die Gründung des Arbeitskreises Kultur und Brauchtum Essen e.V 1981, dessen erster Vorsitzender er war, und des Markt- und Schaustellermuseums 1982, in dessen Direktion er saß.
Knocke organisierte die Veranstaltung 20 Jahre Club Deutscher Drehorgelfreunde 1989 und die „Markt und Schau“ Ausstellung Essen, die 1989–1991 stattfand.
Erich Knocke arbeitete intensiv im Gewerbe- und Rechtsausschuss des Gesamtverbandes mit, um Berufsinteressen der Schausteller durchzusetzen. Als Präsident des Landesverbandes Nordrhein (seit 1993) und Gesamtvorstandsmitglied des BSM (Bundesverband Deutscher Schausteller und Marktkaufleute) gehörte er zu den großen Persönlichkeiten des Berufsstandes.

## Markt- und Schaustellermuseum Essen
Aus der Ambition heraus, Geschichte und Erfahrungen seiner Lebenswelt zu bewahren und Außenstehenden zugänglich zu machen, ist sein Lebenswerk entstanden: das Essener Markt- und Schaustellermuseum. Über Jahrzehnte hat er eine einzigartige Sammlung von Objekten und Dokumenten zusammengetragen.
Seine umfassenden und präzisen Kenntnisse über die technische Entwicklung der Jahrmärkte wurden zunehmend von Kultur- und Technikhistorikern für Veröffentlichungen, Vorträge und Ausstellungen genutzt. Der europäische Gedanke lag ihm so sehr am Herzen, dass er mit Begeisterung bei dem EU-Projekt A Peep behind the Scenes, virtual exhibition on travelling fairs and showmen in europe from the middle ages till now mitwirkte.
Durch die Zusammenarbeit mit drei Partnermuseen in Bergen op Zoom in den Niederlanden, Bergantino in Italien und dem National Fairground Archive der University of Sheffield fand ein reger wissenschaftlicher Austausch statt.

## Ehrungen
- Bundesverdienstkreuz am Bande (20. Februar 1984)[5]
- Rheinlandthaler des Landschaftsverband Rheinland (1987)
- Die goldene Ehrennadel des Bundesverbandes Deutscher Schausteller und Marktkaufleute (2007)